# Jalousie

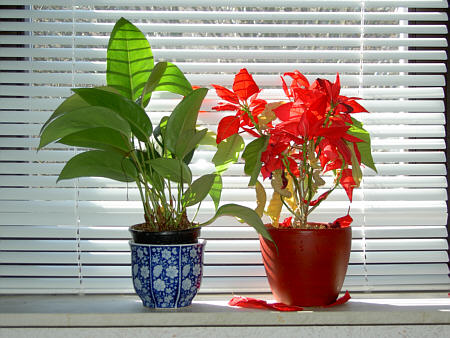
Jalousie an der Innenseite eines Fensters

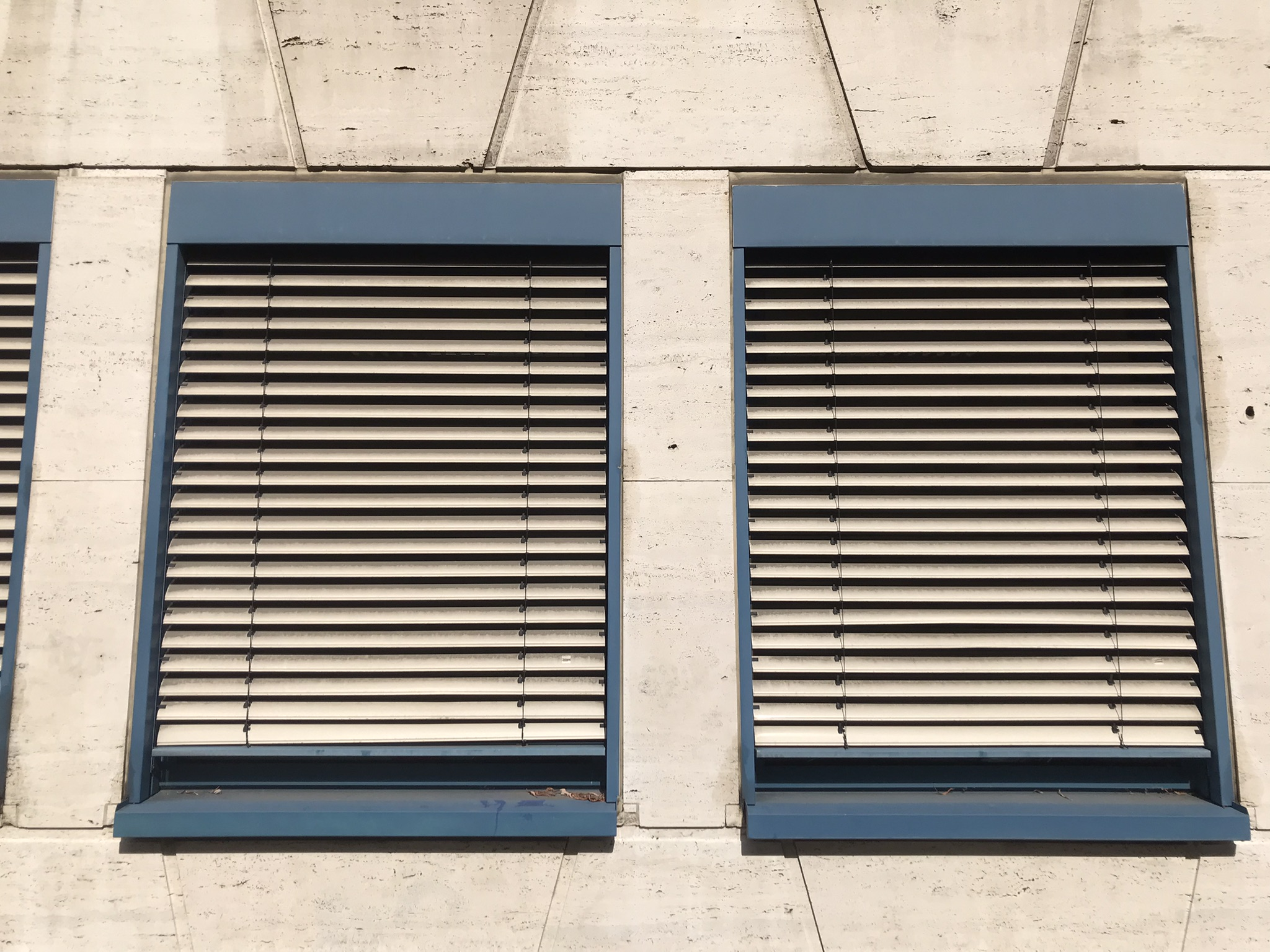
Außenjalousien bieten ähnlichen Licht- und Sichtschutz wie innen liegende Jalousien, haben aber den Vorteil, dass die Wärmestrahlung bereits vor dem Fenster abgeschirmt wird und damit nicht ins Gebäudeinnere gelangen kann

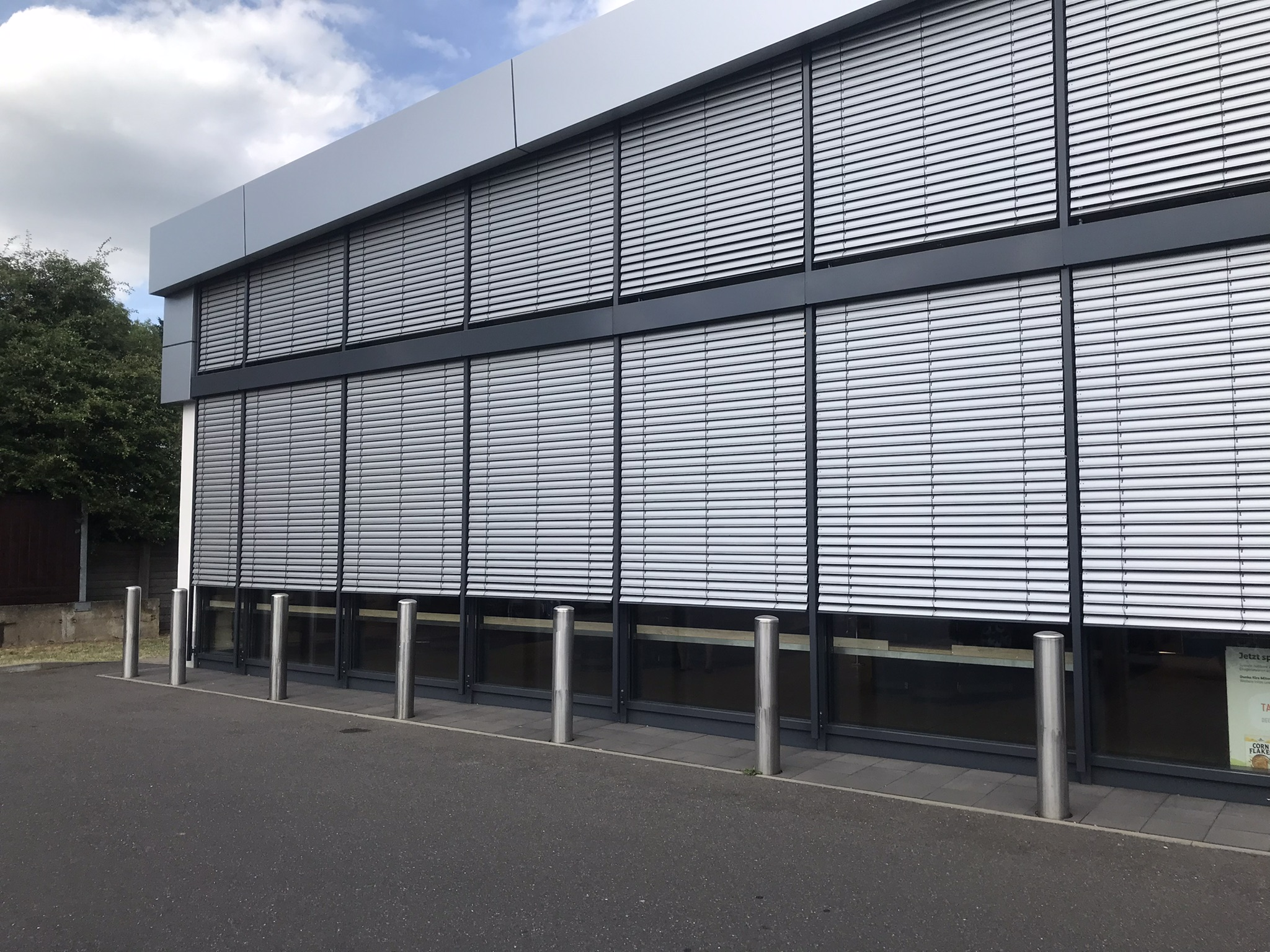
Außenjalousien vor Glasfassade eines Geschäfts

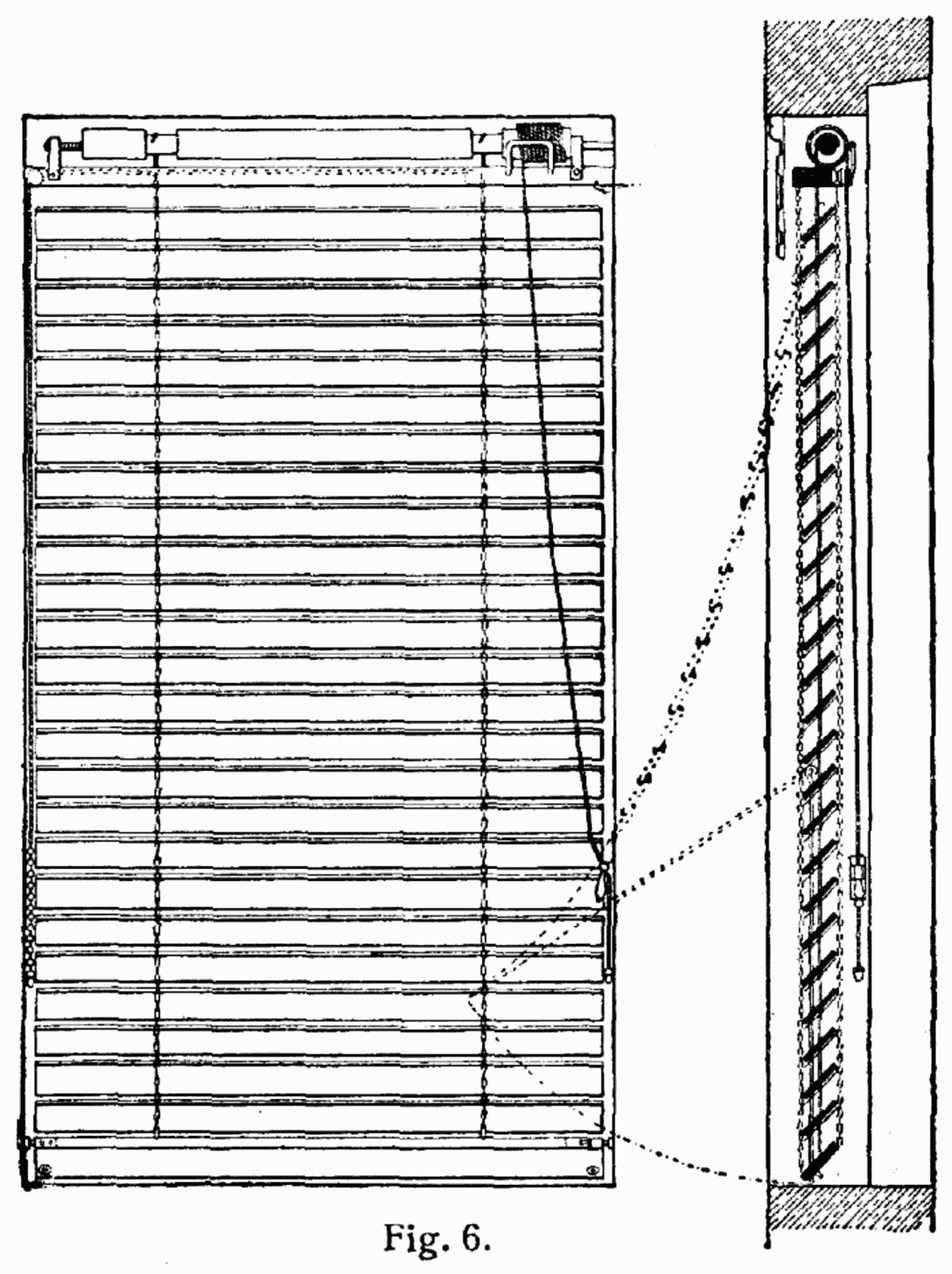
Jalousie

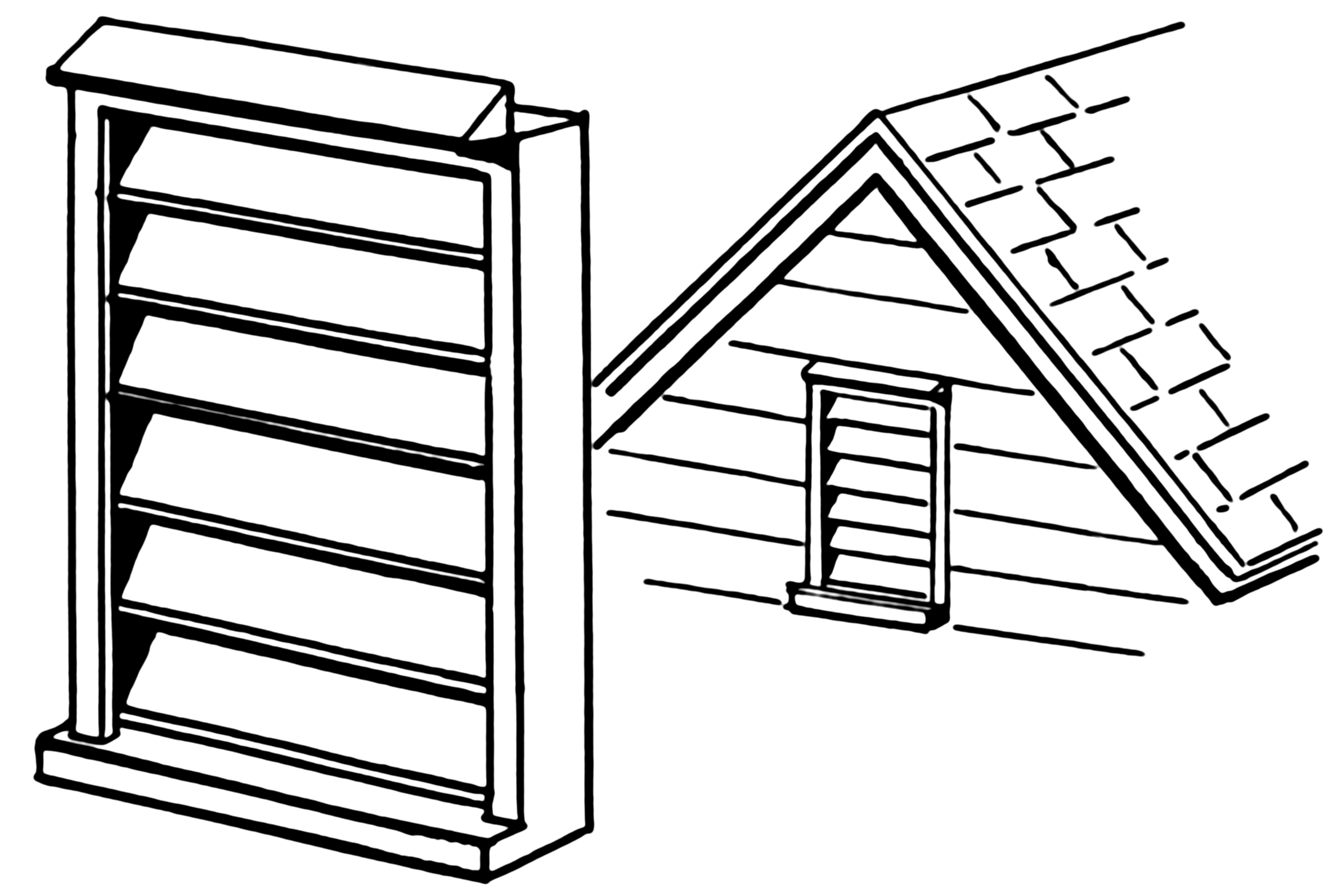
Fenster mit Lüftungsjalousie

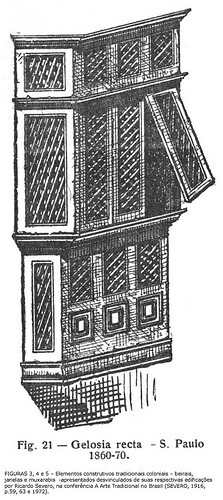
Historische Jalousie Gelosia, São Paulo, 1860–1870

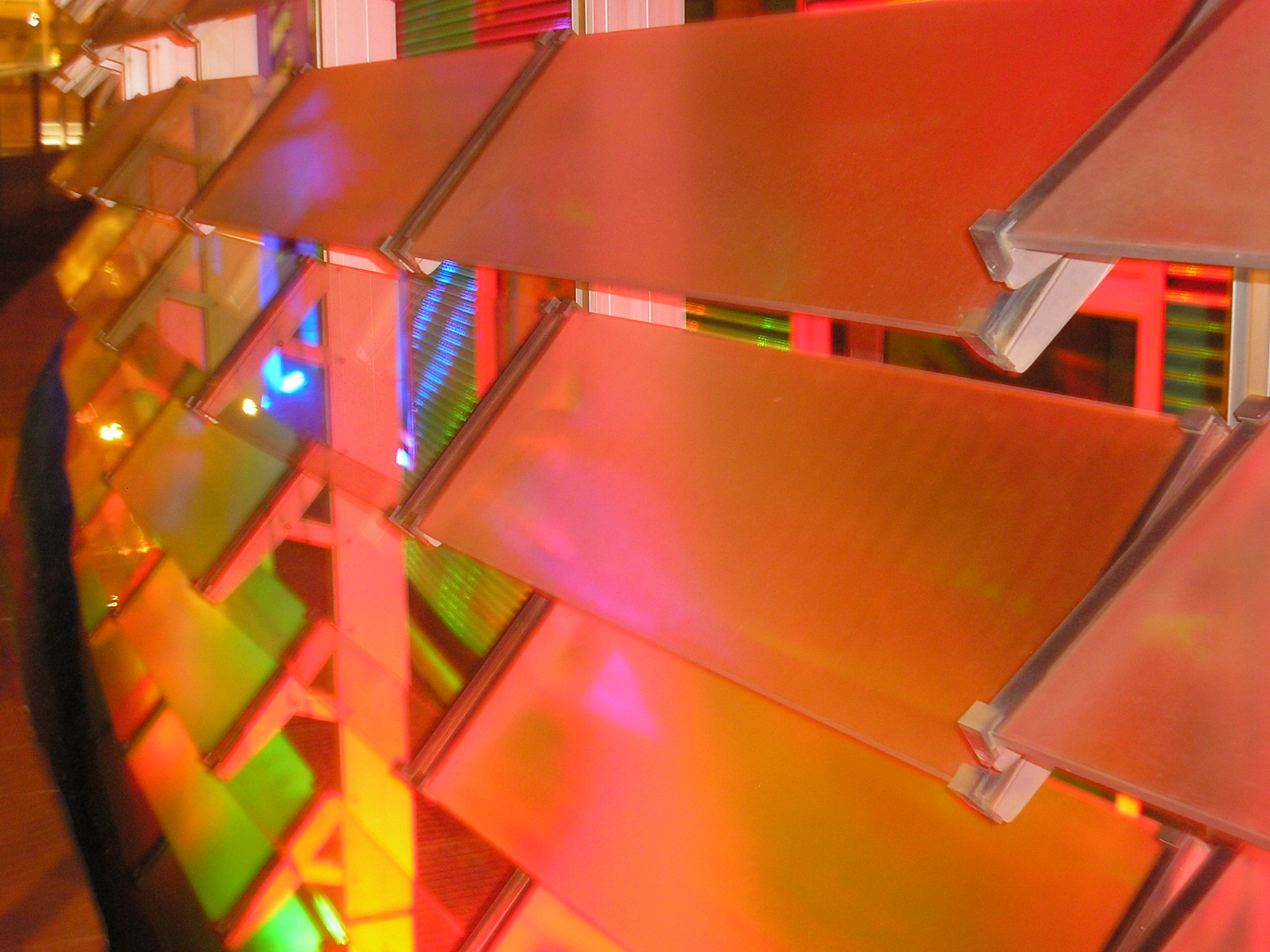
Detail Außenjalousie, Torre Agbar, 2005

Als Jalousie wird eine Anordnung von festen oder beweglichen Lamellen zum Sicht- und Sonnenschutz, aber auch zum Witterungsschutz bezeichnet, die dennoch die Belichtung oder Belüftung des dahinter liegenden Raumes ermöglicht. Die Lamellen der Jalousie können aus (rollgeformtem) Aluminium, Holz, Kunststoff, aber auch aus Glas oder (nichtrostendem) Stahl bestehen. Die Lamellen können fix, drehbar oder in anderer Form beweglich angeordnet sein. Bei einer zusammenschiebbaren Jalousie spricht man von einem Raffstore oder Lamellenstore.
Jalousie [ʒaluˈzi] (feminin, franz. „Eifersucht“; veraltet auch Stabzugladen) bezeichnete in Frankreich zunächst Fenstergitter, die so beschaffen waren, dass sie den Blick nach außen ermöglichten und gleichzeitig von dort aus die Sicht ins Innere verhinderten. Die Bezeichnung Jalousie erklärt sich dabei aus der Nachbildung dieser Gitter nach orientalischen Vorbildern aus Harems, in denen der Hausherr eifersüchtig darüber wachte, dass die Gemächer der Frauen gegenüber der Außenwelt abgeschirmt wurden. Ebenso wie diese orientalischen Gitter waren auch die ersten Jalousie-Einsätze für europäische Fensterläden anfangs nicht verstellbar. Erst am 14. April 1812 meldete der Tischler Cochot in Paris seine Erfindung zum Patent an: eine mit verstellbaren und wendbaren Brettchen (Lamellen) versehene Jalousie, die dem heute noch verwendeten Prinzip entspricht. Bauhistorisch ist die Jalousie in Form des Gitterfensters (Transenna) vermutlich älter als das Fenster aus Glas.
In der Kriegsführung des 18. und 19. Jahrhunderts bedeutete Jalousie auch kleinere Angriffe auf den Feind, um ihn zu beunruhigen („Eifersucht“), auch „Neckerei“ genannt.

## Arten

### Außenjalousien
Die Außenjalousie kann mit feststehenden, drehbaren oder beweglichen Lamellen ausgeführt werden (nicht zu verwechseln mit dem Rollladen). Bewegliche Außenjalousien werden auch Raffstores genannt. Die Außenjalousie dient wie die Innenjalousie dem Sicht- und Lichtschutz, schützt aber effektiver vor Aufheizung im Sommer, da die Sonneneinstrahlung schon vor Eintritt in den Raum abgeschattet wird, die Wärmewirkung auf die Lamellen wird mit Außenluft gekühlt. Außenjalousien für starke Beanspruchung haben extra dicke, gebördelte Lamellen. Da Außenjalousien Belastungen durch Wind und Wetter ausgesetzt sind, werden sie gängigerweise schienen- oder seilgeführt. Motorisch betriebene Außenjalousien können zum Schutz bei stärkerer Windbelastung automatisch eingefahren werden (Windwächter).
Da die Sommertemperaturen tendenziell steigen, außenliegende Beschattungsmaßnahmen für die Kühlwirkung von Innenräumen die stärkste Wirksamkeit aufweisen und im Vergleich zu Klimaanlagen auf Basis von Kältemaschinen kein Energieverbrauch entsteht, der die Stadt aufheizt, fördert die Stadtgemeinde Wien 2020–2025 die Anbringung von außenliegendem Sonnenschutz wie Rollläden, Jalousien und Markisen für Wohnungen in mindestens 20 Jahre alten Gebäuden.

### Innenjalousien
Jalousien für den Innenbereich sind meist beweglich als Raffstore ausgeführt. Sie können auf verschiedene Arten montiert werden:
- in der Glasleiste (die Leisten, mit denen das Fensterglas im Flügelrahmen fixiert wird)
- in der Fensternische (Maueröffnung, in die das Fenster eingebaut ist)
- auf dem Fensterflügel
- vor der Fensternische (an der Wand oder der Decke)

Für die Montage auf dem Fensterflügel gibt es für PVC-Fenster spezielle Klemmträger, so dass nicht ins Fenster gebohrt werden muss. Um zu verhindern, dass die Jalousie bei gekipptem Fenster unten vom Fenster absteht, werden Jalousien mit einer sogenannten Pendelsicherung eingebaut. Die Pendelsicherung besteht aus einem Draht oder einem Nylon-Faden, der vom Jalousiekopf ausgeht und an der Seite durch jede Lamelle gefädelt wird. Unten wird dieser mit einem Winkel oder einer anderen Befestigung am Fenster befestigt. Die Pendelsicherung kann auch mit seitlich befestigten Führungswinkeln ausgeführt werden. Der Oberkopf, in dem der manuelle oder motorische Antrieb untergebracht ist, besteht meist aus gekantetem Blech, der Fallstab aus Stahl oder Kunststoff.

### Einbaujalousien
Einbaujalousien können bei Verbundfenstern zwischen Außen- und Innenflügel bzw. im Zwischenraum einer Doppelverglasung befestigt werden. Spezielle Einbaujalousien (innenliegende Jalousien) können auch direkt im Scheibenzwischenraum (SZR) der Isolierglasscheibe angebracht werden, wo sie vor Verschmutzung geschützt sind. Solche Jalousien werden von einem Elektromotor, der ebenfalls im Isolierglas integriert ist, oder über eine Magnetkupplung von einem außenliegenden Antrieb bedient.

### Lüftungsjalousien
Lüftungsjalousien haben meist feststehende Lamellen. Sie bestehen in der Haustechnik oft aus Metall, im Möbelbau aus Holz. Fensterläden können ebenfalls mit Jalousien ausgestattet sein. Bei Verglasungen, die keine Anforderungen hinsichtlich Luftdichtheit und Wärmeschutz erfüllen müssen, kann auch das Glas selbst in Form von beweglichen Lamellen als Jalousie ausgeführt sein.

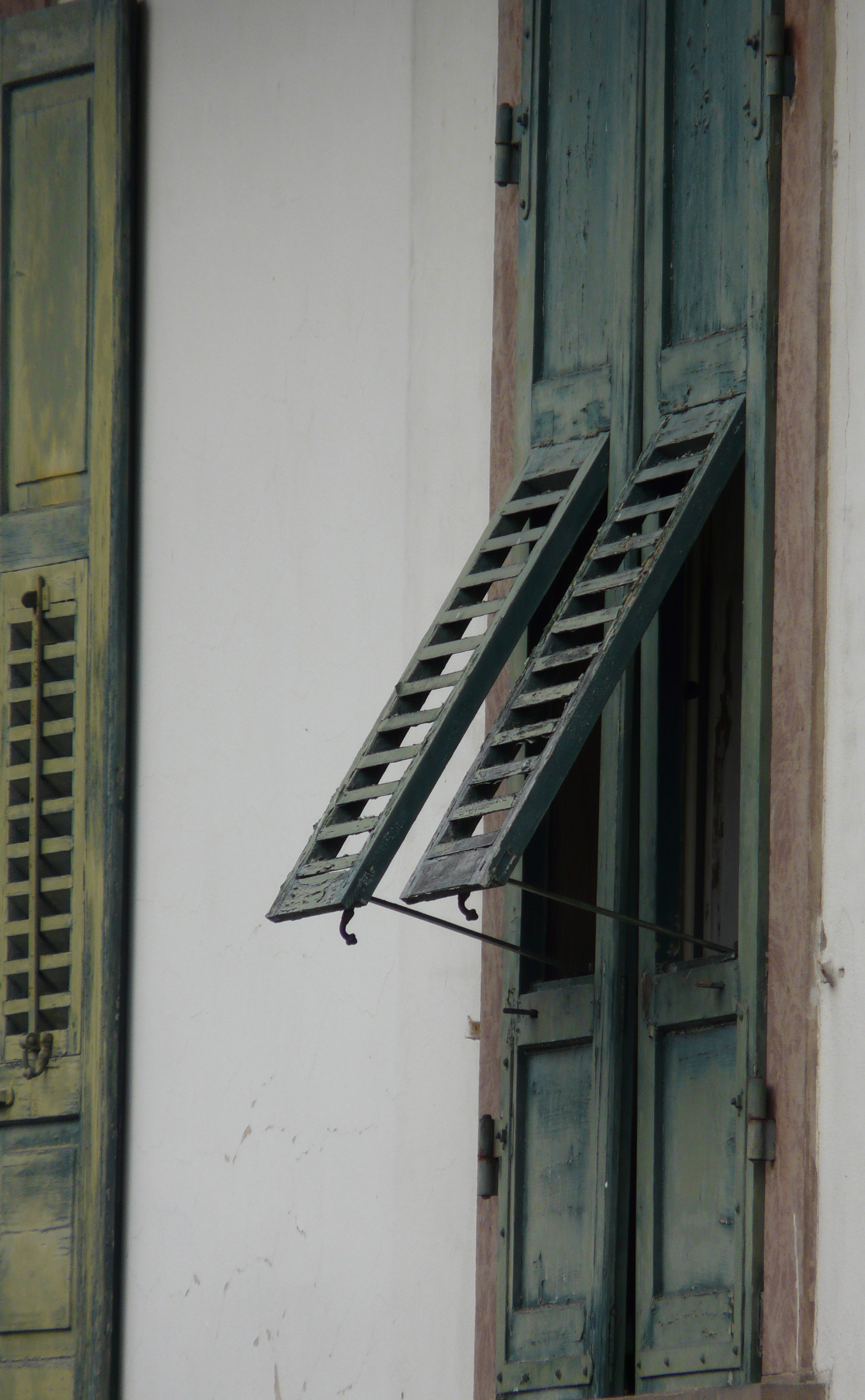
Klappladen mit Jalousie
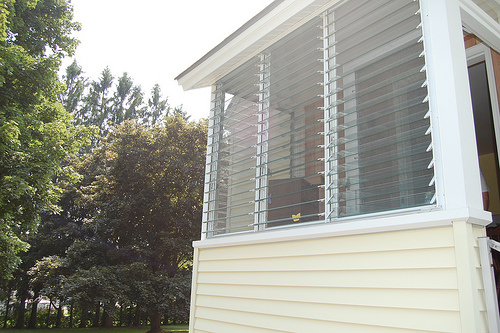
Glasjalousie
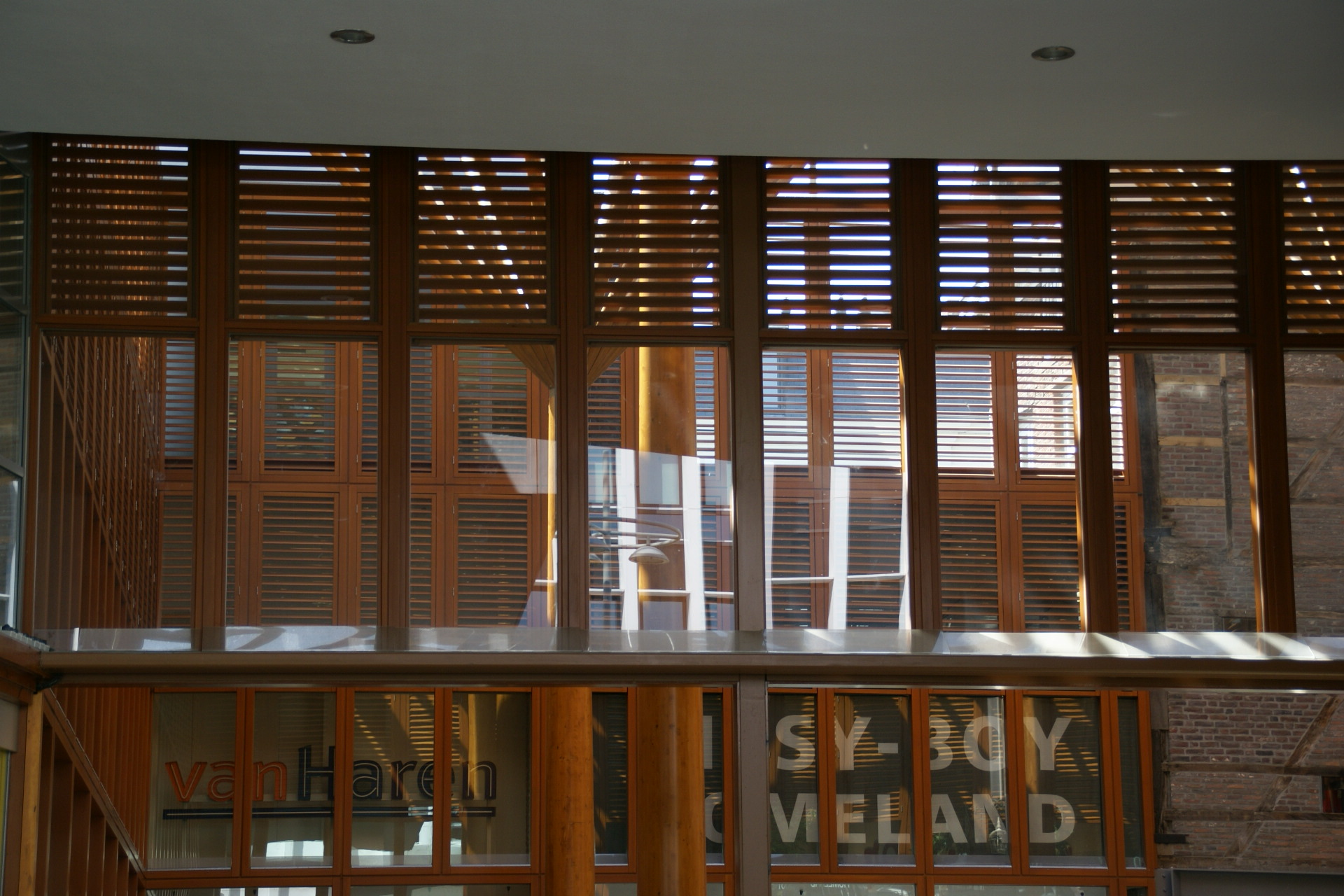
Jalousieläden
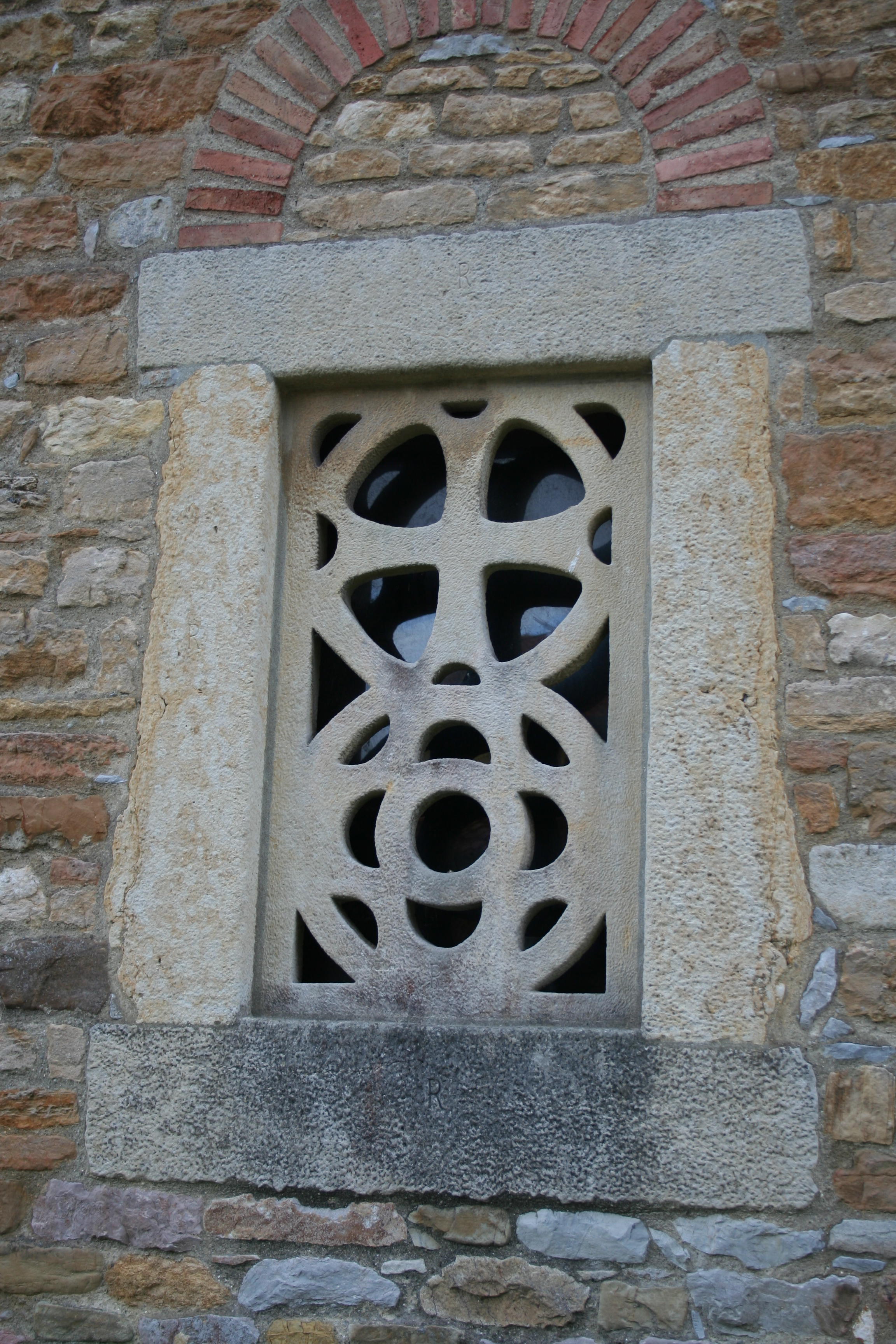
Transenna, Stein

## Formen
Für fast jede Fenstersituation gibt es heutzutage die passende Jalousieausführung. So gibt es neben Dreieck- oder Trapezausführungen Jalousien, bei denen lediglich einzelne Bereiche nach Bedarf regulierbar sind, Jalousien, die frei nach oben oder unten verschoben werden können, Varianten, die im geöffneten Zustand aufgrund des Lamellenabstands eine bessere Sicht nach außen gewährleisten, oder Jalousien, die mittels nach hinten gesetzter Stanzlöcher einen besseren Schutz vor Lichteinfall ermöglichen.

## Bedienung
Für die bewegliche Jalousie, den Raffstore oder Lamellenstore gibt es verschiedene Mechaniken zur Bedienung:
- Mit einer Zugschnur wird die Jalousie herauf- und heruntergelassen. Die Lamellen werden entweder durch Drehen eines Wendestabs aus Metall oder Plastik oder mit zwei weiteren Schnüren gewendet.
- Mit einer Endlosschnur oder einer Endloskette, die im Unterschied zur Zugschnur im Kreis geführt wird, kann die Jalousie sowohl herauf- und heruntergelassen als auch gewendet werden.
- Mit einer Kurbel kann die Jalousie sowohl herauf- und heruntergelassen als auch gewendet werden.
- Mit Hilfe eines Elektromotors.

Die Bedienlogik bei eindimensionalem Antrieb ist, dass eine erste Bewegung zuerst den Winkel der Lamellen verstellt. Kommt die Lamellenstellung zu einem Anschlag, wird weitere Bewegung des Antriebs (Endlosschnur, Kurbel oder E-Motor) in Heben oder Senken der Jalousie umgesetzt. Während Rollladen und einfaches Rollo oben auf eine Wickelachse aufgerollt werden, sammeln sich die Lamellen einer Jalousie beim Hochziehen sukzessive auf der untersten, biegesteif und schwer ausgeführten untersten Lamelle, um mit dieser dicht gestapelt hochgehoben zu werden.

## Raffstore, Lamellenstore
Die Bezeichnungen Jalousie und Raffstore werden häufig synonym verwendet. Oft wird in der Industrie auch eine willkürliche Unterscheidung zwischen Jalousie und Raffstore vorgenommen, um gewisse Produkteigenschaften hervorzuheben, z. B. die windsichere Ausführung. Bei korrekter Verwendung des Begriffes ist die Jalousie, bestehend aus festen oder beweglichen Lamellen, der Oberbegriff für den zusammenschiebbaren Raffstore.
Gängige Lamellenbreiten für handelsübliche Raffstores sind 16 mm, 25 mm, 35 mm und 50 mm.